# (15501) Pepawlowski
(15501) Pepawlowski ist ein Hauptgürtelasteroid. Er wurde am 13. Juli 1999 von der LINEAR in Socorro entdeckt.
Der Asteroid ist Mitglied der Koronis-Familie, einer Gruppe von Asteroiden, die nach (158) Koronis benannt ist. Die zeitlosen (nichtoskulierenden) Bahnelemente von (15501) Pepawlowski sind fast identisch mit denjenigen von 27 weiteren Asteroiden, zu denen unter anderem (1223) Neckar und (227641) Nothomb gehören.
Der Asteroid ist nach Peter Michal Pawlowski (* 1985) benannt, einem Schüler der Troy High School in Fullerton (Kalifornien), der 2003 Finalist des Intel Science Talent Search war. Die Intel Science Talent Search ist ein Forschungswettbewerb für ältere Oberschüler.